# Astronaut (песня Simple Plan)
Astronaut — второй сингл рок-группы Simple Plan с четвёртого студийного альбома Get Your Heart On!, официально выпущенный 19 сентября 2011 года.

## Выпуск
Выход второго сингла "Astronaut" и премьера клипа состоялись 19 сентября 2011 года.

## Клип
Видео к песне было снято где-то в пустыне Калифорнии. Клип был снят в начале июля и выпущен 19 сентября 2011 года. В видео на песню "Astronaut" снялась актриса и модель Кэйтлин О’Коннор (Caitlin O'Connor).

## Список композиций
1. «Astronaut» — 3:41